# Motherhood
Motherhood (bra: Uma Mãe em Apuros) é um filme independente de comédia dramática escrito e dirigido por Katherine Dieckmann e estrelado por Uma Thurman.

## Sinopse
Em West Village, Nova York uma mãe (Uma Thurman) tem seus dilemas do casamento, trabalho e autoimagem são mostrados nos ensaios e atribulações de um dia crucial.[carece de fontes?]

## Elenco
- Uma Thurman como Eliza Welsh, mãe casada com dois filhos
- Minnie Driver como Sheila, a melhor amiga
- Anthony Edwards como Avery, o marido
- Jake M. Smith

## Recepção
Em março de 2010 em sua estreia em Londres em um único cinema, o Apollo Piccadilly Circus, a bilheteria bruta foi de apenas £9 em sua noite de abertura e £88 em sua semana de estreia e teve apenas 12 espectadores. O veterano crítico de cinema Barry Norman disse: "É uma suposição razoável de que houve uma catástrofe de marketing e publicidade, e as pessoas não sabiam o que estavam mostrando".

## Premiações
Uma Thurman ganhou dois prêmios no Festival de Cinema de Boston, um de Melhor Atriz por seu trabalho em Motherhood e um Prêmio de Excelência fora da competição por suas realizações na carreira.